# Pôtor
Pôtor je obec v okrese Veľký Krtíš v Banskobystrickém kraji na Slovensku. Leží v jihovýchodní části Krupinské planiny přibližně 7 km východně od okresního města. Žije zde 759 obyvatel.
První písemná zmínka o obci pochází z roku 1342. V obci je gotický evangelický kostel z 15. století. Kostel se nachází v opevněném areálu, do kterého se vchází vstupní věží s dřevění nástavbou z roku 1599. Střecha kostela i věže je pokryta šindelem. Původní patrocínium kostela bylo svatého Petra, od reformace je kostel evangelický. Opevnění vybudovali údajně husiti, kteří kostel využívali jako pevnost. 